# Ane Labaka
Ane Labaka Mayoz (Lasarte-Oria, Guipúzcoa, 8 de agosto de 1992) es una versolari (improvisadores populares de versos en vasco), escritora, guionista e investigadora que integra la perspectiva de género.

## Biografía
En 2016 finalizó el Grado en Estudios Vascos en la Universidad del País Vasco  (UPV/EHU) en Vitoria. Actualmente, ejerce como profesora de euskera, traductora, educadora y profesora de bertso-eskola. Es miembro de la bertso-eskola de Lasarte-Oria y de la bertso-eskola de Doka de San Sebastián.
Estudió el máster en Antropología Social en la UPV/EHU y realizó como trabajo de fin de máster El humor desarrollado en el Bertsolarismo, desde la perspectiva de género. Allí analizó la influencia del sistema sexo-género analizando las relaciones entre el bertsolarismo, el humor, las mujeres y las relaciones de poder. Además de relatar sus vivencias, entrevistó a 11 mujeres: Ainhoa Agirreazaldegi, Uxue Alberdi, Onintza Enbeita, Maialen Lujanbio, Alaia Martin, Amaia Agirre, Bea Egizabal, Nerea Elustondo, Aitziber Garmendia, Idoia Torregarai e Irantzu Varela. En 2019 disputó la final del campeonato de versolaris de Guipúzcoa.
Al finalizar el Máster en Estudios Feministas y de Género, se centró en la investigación El humor del Campeonato de Bertsolaris de 2017 desde una perspectiva de género.
Ane Labaka es miembro del colectivo Txakur Gorria y en 2019 escribió junto a Nerea Ibarzabal el cómic digital Tripontzia iniciado por Gure Esku. El cómic está compuesto por siete historias con diferentes protagonistas, y la obra representa que el rumbo de la soberanía se toma en las pequeñas decisiones cotidianas.

## Bertsolaritza
- Gipuzkoako Bertsolari Txapelketa:
  - seigarrena 2019an
- Euskal Herriko Eskolarteko Txapelketa:
  - Txapeldun ordea: 2006 (txikitan), 2009 (handitan)
- Gipuzkoako Eskolarteko Txapelketa:
  - Txapelduna: 2008 (handitan)
- Sariak:
  - Hernandorena saria (1): 2010
  - Osinalde saria (1): 2011
  - Lizardi saria (1): 2014

## Publicaciones
- Letras de canciones para los grupos Pirritx, Porrotx eta MariMotots, Makulu ken.[7]
- Ezpainetakoa.[8][9]
- Algara mutilatuak. (colección Lisipe de Susa, 2021)[10]

## Premios y Reconocimientos
- Premio de investigación proyecto adjudicado en 2017 por el Taller Oral Mintzola y la Cátedra Laboa de la UPV/EHU para promover el camino hacia las tesis doctorales.[11]
- Premio María Goyri 2018 a los trabajos fin de máster de la UPV/EHU con perspectiva de género.[12]
- En 2018 el Ayuntamiento de Markina-Xemein organiza el XII. La obra ganadora del Concurso de Álbum Peru Abarka.[13]